# Büch's Boeken
Büch's Boeken was een Nederlands televisieprogramma van de VARA, vanaf 1985 verbreed tot Büch. Het zou de voorloper worden van De wereld van Boudewijn Büch, een programma dat op 31 juli 1988 begon.
Presentator Boudewijn Büch, een dichter-schrijver, werd hierdoor zeer bekend bij het Nederlandse brede publiek. Als gevolg hiervan verschenen in 1985 bij De Bezige Bij een viertal boeken onder de titel Buch's boeket met de keuze van Büch uit de korte verhalen van een aantal auteurs. Vanaf april 2010 wordt Büch's Boeken op het themakanaal Hilversum best 24 herhaald.
12 steden, 13 ongelukken · Alles draait om geld · Bergen Binnen · Büch's Boeken · Buitenhof ** · Bureau Kruislaan · Cabaret & Co · Comedytrain presenteert · Deadline · Dr. Ellen · Ernstige Delicten · Factor Giel · Gebak van Krul · GIEL · Herexamen · Hoe bestaat het · Hof van Joosten · Hollands Hoop · In goed gezelschap · Is dat eigenlijk wel zo? · Jules Unlimited · Kanniewaarzijn · Kassa · Kassa 3 · Kinderen geen bezwaar · Kinderen voor Kinderen · Kopspijkers · Kun je het al zien? · Het Lagerhuis · Langs de Leeuw · Langs Sint en De Leeuw · De leugen regeert · Lieve Paul · Lieve Paul & Sint · MaDiWoDoVrijdagshow · De Mega Mike & Mega Thomas Show · Mooi! Weer De Leeuw · Mooi! Weer de Sint · Nieuwslicht · NOVA * · Oppassen!!! · Overspel · Panache · PAU!L · PAU!L en Sint! · Pauls Kadoshow · Pauls Puber Kookshow · Pauw & Witteman · Per Seconde Wijzer · Sint & De Leeuw · Shouf Shouf! · The Sopranos · Stellenbosch ** · Studio Spaan · Thank God It's Friday · Twee voor twaalf · Unit 13 · De verrukkelijke 85 · Vroege Vogels TV · Vuurzee · Waltz ** · De Wereld Draait Door · De wereld van Boudewijn Büch · Wie steelt mijn show? · X De Leeuw · Zembla

*: In samenwerking met NPS en NOS     **: In samenwerking met AVROTROS en VPRO